# Robin Duff
Robin Duff (1947 – 16 tháng 2 năm 2015) là một giáo viên người New Zealand, lãnh đạo giáo dục và nhà hoạt động vì quyền của người đồng tính. Ông là giáo viên trung học đồng tính công khai đầu tiên và là ứng cử viên quốc hội ở New Zealand.

## Tiểu sử
Sinh ra và lớn lên ở Hastings, Duff được giáo dục tại Trường Trung học Hastings Boys'. Sau đó, ông học tại Đại học Canterbury ở Christchurch, và trở thành một giáo viên trung học. Ông bắt đầu giảng dạy tại Trường Trung học Burnside năm 1973 và là giáo viên trung học đồng tính công khai đầu tiên của New Zealand. Học trò của ông bao gồm thủ tướng tương lai John Key và nhà bình luận truyền thông Russell Brown.
Khi còn ở trường đại học, Duff đã tham gia vào hoạt động của người đồng tính, thành lập Hiệp hội các nhà hoạt động đồng tính của Đại học Canterbury với Lindsay Taylor, và giúp khởi động Gay Liberation, cả hai vào năm 1972. Ông cũng tham gia Đảng Giá trị và không thành công với tư cách là ứng cử viên cho Christchurch Central trong cuộc tổng tuyển cử năm 1975 và 1978, trở thành ứng cử viên quốc hội đồng tính công khai đầu tiên ở New Zealand.
Duff cũng hoạt động trong Hiệp hội Giáo viên Tiểu học, giữ chức phó chủ tịch cấp cơ sở từ năm 2005 đến 2007, chủ tịch từ 2007 đến 2009 và 2011 đến 2013, và phó chủ tịch cấp cao từ năm 2009 đến 2011 và từ năm 2013 cho đến khi ông qua đời ở Christchurch năm 2015.